# Hexoplon reinhardti
Hexoplon reinhardti är en skalbaggsart som beskrevs av Aurivillius 1899. Hexoplon reinhardti ingår i släktet Hexoplon och familjen långhorningar. Inga underarter finns listade i Catalogue of Life.